# Zell im Fichtelgebirge
Zell im Fichtelgebirge (do 2007 Zell) – gmina targowa w Niemczech, w kraju związkowym Bawaria, w rejencji Górna Frankonia, w regionie Oberfranken-Ost, w powiecie Hof. Leży w Smreczanach, przy drodze B2.
Gmina położona jest 20 km na południowy zachód od Hof i 26 km na północny wschód od Bayreuth.

## Zabytki i atrakcje
- Kościół ewangelicki pw. św. Gawła (St. Gallus)
- muzeum zagród (Oberfränkisches Bauernhofmuseum Kleinlosnitz)